# 사우스 차이나 AA
사우스 차이나 AA(중국어: 南華體育會, 영어: South China Athletic Association)는 홍콩 퍼스트 디비전 리그에 소속되어 있는 홍콩의 축구단으로 홍콩 퍼스트 디비전 리그 최다 우승팀이며 한국 선수 뿐 아니라 유럽 선수들도 영입하여 전력을 강화했던 세이코 SA에 맞서기 위해 1981-82 시즌 외국인 선수를 영입하기 시작했지만 중국 순혈주의로 '소림사'로 별칭이 있었던 터라 1982년 세컨드 디비전 리그로 강등되기도 했다.

## 클럽 명칭 역사
- 1904–1908: 화인 축구단 (Chinese Football Team, 華人足球隊)
- 1908–1916: 남화 축구회 / 사우스 차이나 FC (South China FC, 南華足球會)
- 1916–1920: 남화 유락회 (South China Recreation Club, 南華遊樂會)
- 1920–현재: 사우스 차이나 / 남화 체육회 (South China Athletic Association, 南華體育會)

## 우승
- 홍콩 퍼스트 디비전 리그 우승

우승 (42): 1923–24, 1930–31, 1932–33, 1934–35, 1935–36, 1937–38, 1938–39, 1939–40, 1940–41, 1948–49, 1950–51, 1950–51, 1951–52, 1952–53, 1954–55, 1956–57, 1957–58, 1958–59, 1959–60, 1960–61, 1961–62, 1965–66, 1967–68, 1968–69, 1971–72, 1973–74, 1975–76, 1976–77, 1977–78, 1985–86, 1986–87, 1987–88, 1989–90, 1990–91, 1991–92, 1996–97, 1999–2000, 2006–07, 2007–08, 2008–09, 2009–10, 2012-2013
- 홍콩 시니어 챌린지 쉴드

우승 (30): 1928–29, 1930–31, 1932–33, 1934–35, 1935–36, 1936–37, 1937–38, 1938–39, 1940–41, 1948–49, 1954–55, 1956–57, 1957–58, 1958–59, 1960–61, 1961–62, 1964–65, 1971–72, 1985–86, 1987–88, 1988–89, 1990–91, 1995–96, 1996–97, 1998–99, 1999–2000, 2001–02, 2002–03, 2006–07, 2009–10
- 바이스로이컵

우승 (8): 1971–72, 1979–80, 1986–87, 1987–88, 1990–91, 1992–93, 1993–94, 1997–98
- 홍콩 FA컵

우승 (9): 1984–85, 1986–87, 1987–88, 1989–90, 1990–91, 1995–96, 1998–99, 2001–02, 2006–07
- 홍콩 리그컵

우승 (2): 2001–02, 2007–08

## 선수 명단

### 현역
참고: FIFA 자격 규정에 따라 소속된 국가대표팀 국기를 표시합니다. 선수는 복수의 FIFA 비회원국 국적을 가지고 있을 수 있습니다.
| 번호 | 포지션 | 국적 | 이름 |
| ---- | ------ | ---- | ---- |

| 번호 | 포지션 | 국적 | 이름          |
| ---- | ------ | ---- | ------------- |
| 22   | MF     |      | 타사카 타쿠야 |

## 역대 감독
| 감독   | 임기        |
| ------ | ----------- |
| 김판곤 | 2008 ~ 2010 |